# ماركو فوفتشوك
ماركو فوفتشوك (بالأوكرانية: Марко́ Вовчо́к)‏، اسمها الحقيقي ماريا فيلينسكايا ماركوفيتش جوشينكو؛ (بالروسية: Мария Александровна Вилинская)‏، (مواليد 22 ديسمبر 1833 – وفيات 10 أغسطس 1907) هي كاتبة أوكرانية. إِبتَكَر بانتيليمون كوليش اسمها المستعار ماركو فوفتشوك. كانت كتاباتها ذات توجه مناهض للقنانة، كما وصفت الماضي التاريخي لأوكرانيا في كتاباتها. في ستينيات القرن التاسع عشر، اكتسبت فوفتشوك شهرة أدبية كبيرة في أوكرانيا بعد نشر مجموعة قصصية باللغة الأوكرانية بعنوان «الحكايات الشعبية» في عام 1857. من ناحية النثر والخيال الأدبي، كانت ماركو واحدة من أوائل الكاتبات المؤثرات من جيل الحداثة الأدبية. شكلت أعمالها تطور القصة القصيرة الأوكرانية، كما أغنت الأدب الأوكراني المعاصر بعدد من الأساليب الجديدة، وأثرت على الأدب الأوكراني بإنتاجات أدبية مميزة، لا سيما القصة الاجتماعية «المعهد». أصبحت قصة ماروسيا، المُترجَمَة والمُكيَّفة إلى الفرنسية، شائعة في أوروبا الغربية في نهاية القرن التاسع عشر. كادت ماريا أن تنهي مسيرتها الأدبية بعد فضيحة بسبب اتهام وُجِّه لها بسرقة بعض ترجماتها الروسية في 1870.
كانت فوفتشوك زوجة عالم الإثنيات الأوكراني أوباناس ماركوفيتش وتزوجت لاحقاً الضابط الروسي ميخايلو لوباتش-جوتشينكو، كما هي والدة الوكيلة الإعلامية الروسية بوهدان ماركوفيتش، وابنة عم الناقد الأدبي الروسي دميترو بيساريف، والأخت الكبرى للكاتب الروسي دميترو فيلينسكي، وعمة دبلوماسي أوكراني.
حتى الآن، هناك آراء مختلفة حول تأليف الأعمال الأوكرانية من قبل ماركو فوفتشكو. كانت المناقشات جارية منذ منتصف القرن التاسع عشر حول «حكايات شعبية» الخاصة بها: ويعتقد العديد من النقاد الأدبيين (بما في ذلك محرر المجموعة بانتيليمون كوليش) أن هذه المجموعة شاركت في تأليفها مع زوجها الأول، عالم الإثنوغرافيا أوباناس ماركوفيتش.

## السيرة الذاتية
وُلِدَت ماريا فيلينسكا في عام 1833 في محافظة أوريول في الإمبراطورية الروسية، والدها ضابط في الجيش ووالدتها امرأة نبيلة. فقدت ماريا والدها في سن 7؛ فترعرعت في عقار عمتها ثم أُرسِلَت للدراسة إلى خاركوف (الآن خاركيف، أوكرانيا) ثم إلى أوريول. انتقلت إلى أوكرانيا في عام 1851، بعد أن تزوجت من أبهاناسي ماركوفيتش، وهو كاتب فولكلور وإثنوغرافي كان عضواً في جماعة أخوة القديسين سيريل وميثوديوس. عاشت فوفتشوك من عام 1851 حتى 1858 في تشرنيغوف وكييف ونميريف، حيث ساعدت زوجها في عمله الإثنوغرافي وتعلم الثقافة واللغة الأوكرانية. كتبت ماركو فوفشوك «قصص شعبية» في عام 1857، وقد لقيت مدحاً واستحساناً في الأوساط الأدبية الأوكرانية، ولا سيما من تاراس شيفتشينكو وبانتيليمون كوليش، تناولت في قصصها عن مواضيع مهمة في مجتمعها مثل الظلم الاجتماعي والرشوة وتسلط الملاكين. تُرجِمَ كتابها إلى الروسية وحُرِرَ من قبل إيفان تورغينيف تحت اسم (حكايات فولكلورية أوكرانية، 1859) (بالروسية: Ukrainskie narodnye rasskazy). بعد إقامة قصيرة في سانت بطرسبرغ في عام 1859، انتقلت ماركو فوفشوك إلى أوروبا الوسطى، حيث أقامت في ألمانيا وفرنسا وإيطاليا وسويسرا. من 1867 إلى 1878، سكنت مرة أخرى في سانت بطرسبرغ، كانت قد مارست الترجمة إلى الروسية وقتئذٍ، حيث كان ذلك بسبب حظر اللغة الأوكرانية. كتبت فوفتشوك باللغة الروسية: زهيفايا دوشا (الروح الحية، 1868)، وزابيسكي بريتشيوتنيكا (مذكرات شماس مبتدئ، 1870)، وف جلوشي (في الخلف، 1875) والعديد من الروايات الأخرى. من عام 1878، عاشت في شمال القوقاز، وفي 1885-1893 في محافظة كييف، حيث واصلت عملها في الفنون الشعبية الأوكرانية. في بداية القرن 19 أعادت ماريا فيلينسكا اتصالها مع الناشرين الأوكرانيين.
غادرت فوفشوك سانت بطرسبرغ في عام 1872 بعد اتهامها بأنها قامت بانتحال وسرقة بعض الترجمات، إذ نسبت ترجمات الناس الآخرين للروسية إلى نفسها، غادرت واستقرت على ممتلكات معارفها في مقاطعة تفير. استمرت في الكتابة باللغة الروسية وهي تعيش في المقاطعة، وفي هذا الوقت على وجه الخصوص، ألفت العديد من رواياتها وقصصها القصيرة «العش الدافئ» (Teple Gnezdechko، 1873)، و«في البرية» (In the game، 1875)، و«الراحة في القرية» (Rest in the village، 1876-1899)... إلخ.

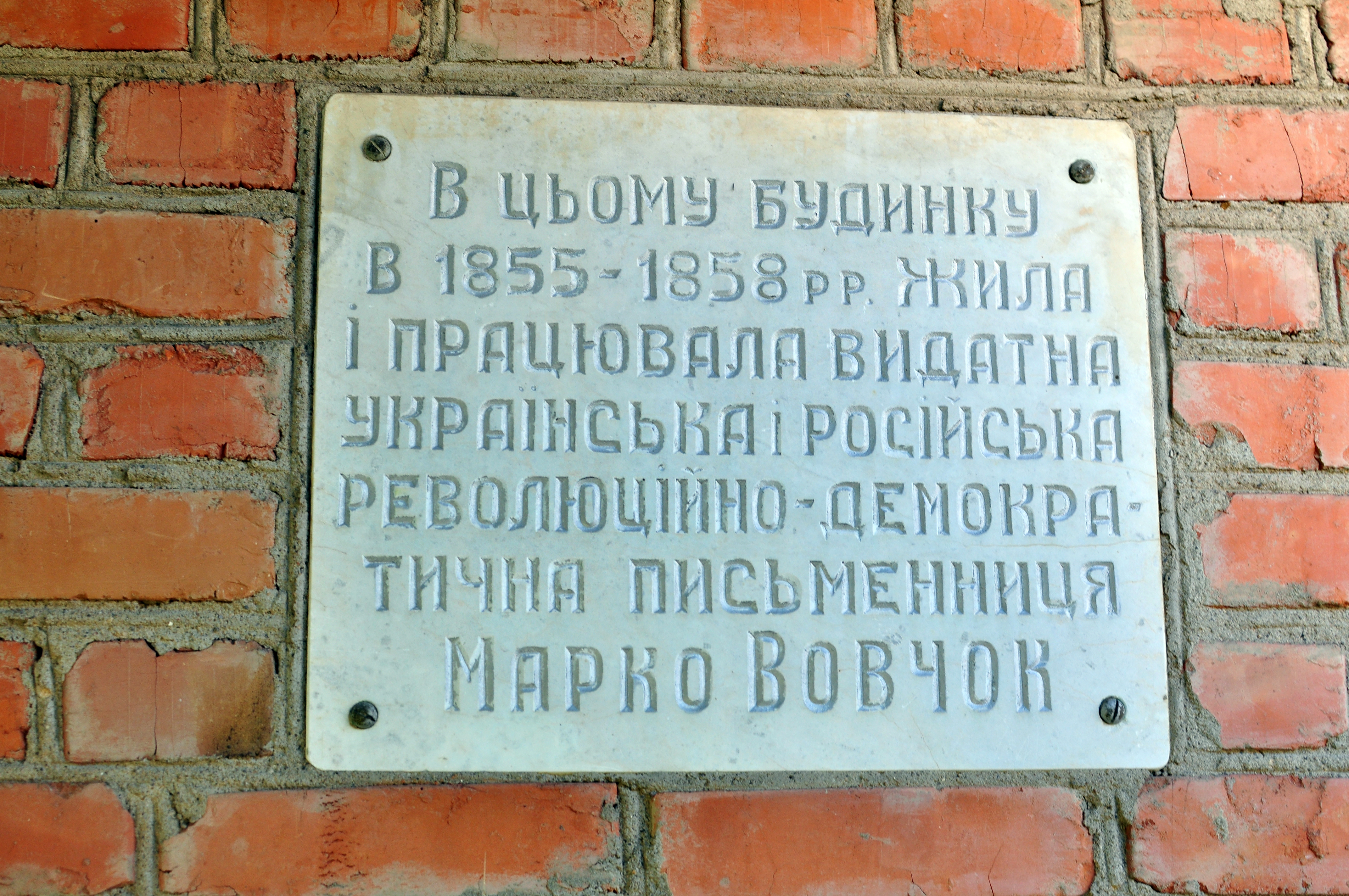
لوحة تذكارية لماركو فوفتشوك في نميريف.

في عام 1878، تزوجت فوفتشوك مرة أخرى من ميخائيل لوباك-زوتشينكو، وهو أصغر منها سناً بكثير، وتعيش على مدى السنوات 30 المقبلة في أماكن خدمة زوجها في مختلف أنحاء الإمبراطورية الروسية (ستافروبول، بوهوسلاف، نالتشيك). عاشت في القرية في الفترة 1887-1893 في خوخيتفا (محافظة كييف). في وقت لاحق، استقرت في مدينة نالتشيك الروسية، منطقة تيريك، وعاشت هناك حتى وفاة ماريا لوباك-زوتشينكو.
تُوفيَت في 10 أغسطس 1907 في نالشيك، الإمبراطورية الروسية.

## وصلات خارجية
- مؤلفات ماركو فوفتشوك في مشروع غوتنبرغ
- أعمال أو نبذة عن ماركو فوفتشوك على أرشيف الإنترنت